# 하마타촌
하마타촌(浜田村)은 후쿠시마현 이와세군에 일찍이 존재했던 촌이다. 

## 지리
- 현재의 스카가와시 중부에 해당한다.
- 촌은 아부쿠마강 서쪽 기슭에 위치해 있다.

## 역사
- 1889년 4월 1일 - 정촌제 시행에 의해 3촌이 합병해 이와미군 하마타촌이 성립하였다.
- 1954년 3월 31일 - 스카가와 정, 니시부쿠로 촌, 이나다 촌, 이시카와 군 오시오에 촌과 합병해 스카가와시가 성립하여, 동일 하마타 촌이 폐지되었다.

## 인구
- 1889년 2,375
- 1920년 2,484
- 1947년 3,355

## 교통

### 도로
- 2급국도
  - 국도 118호선

## 참고문헌
- 角川日本地名大辞典編纂委員会『角川日本地名大辞典 7 福島県』、角川書店、1981年 ISBN 4040010701
- 日本加除出版株式会社編集部『全国市町村名変遷総覧』、日本加除出版、2006年、ISBN 4817813180